# Irala
Irala là một mandal thuộc huyện Chittoor, bang Andhra Pradesh.